# هبوط

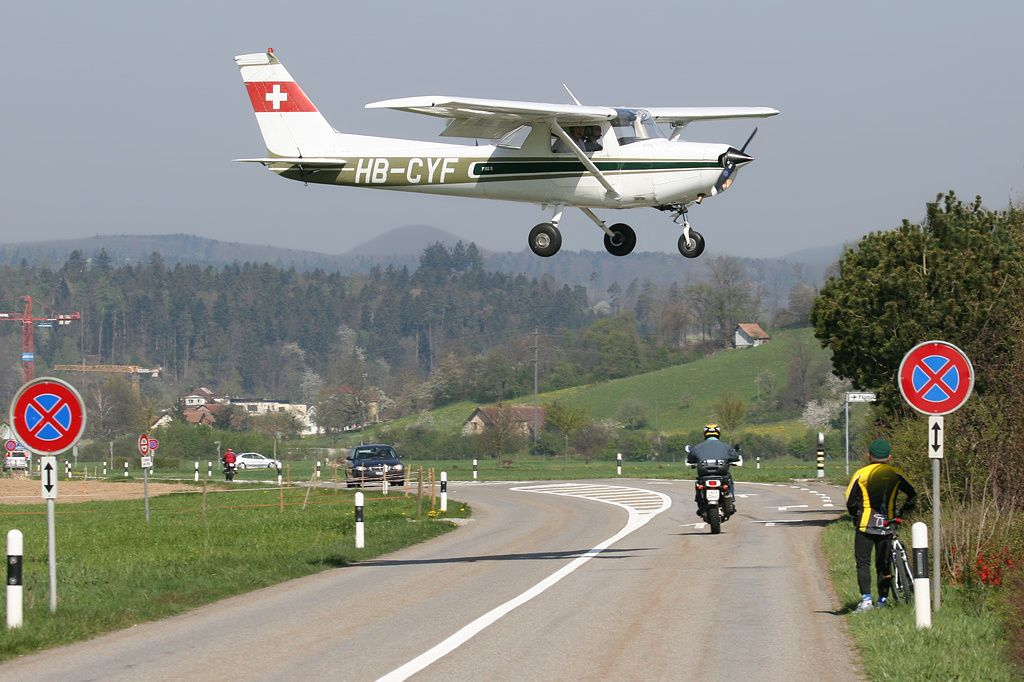
طائرة سيسنا لحظة الهبوط

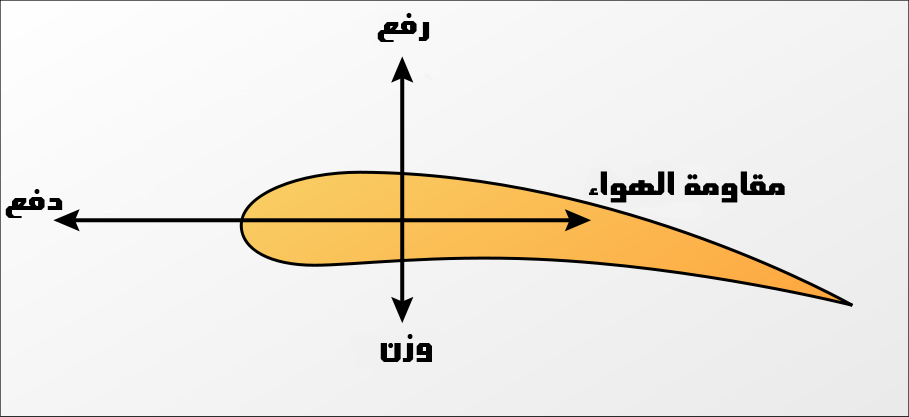
القوى الموجودة على جناح الطائرة

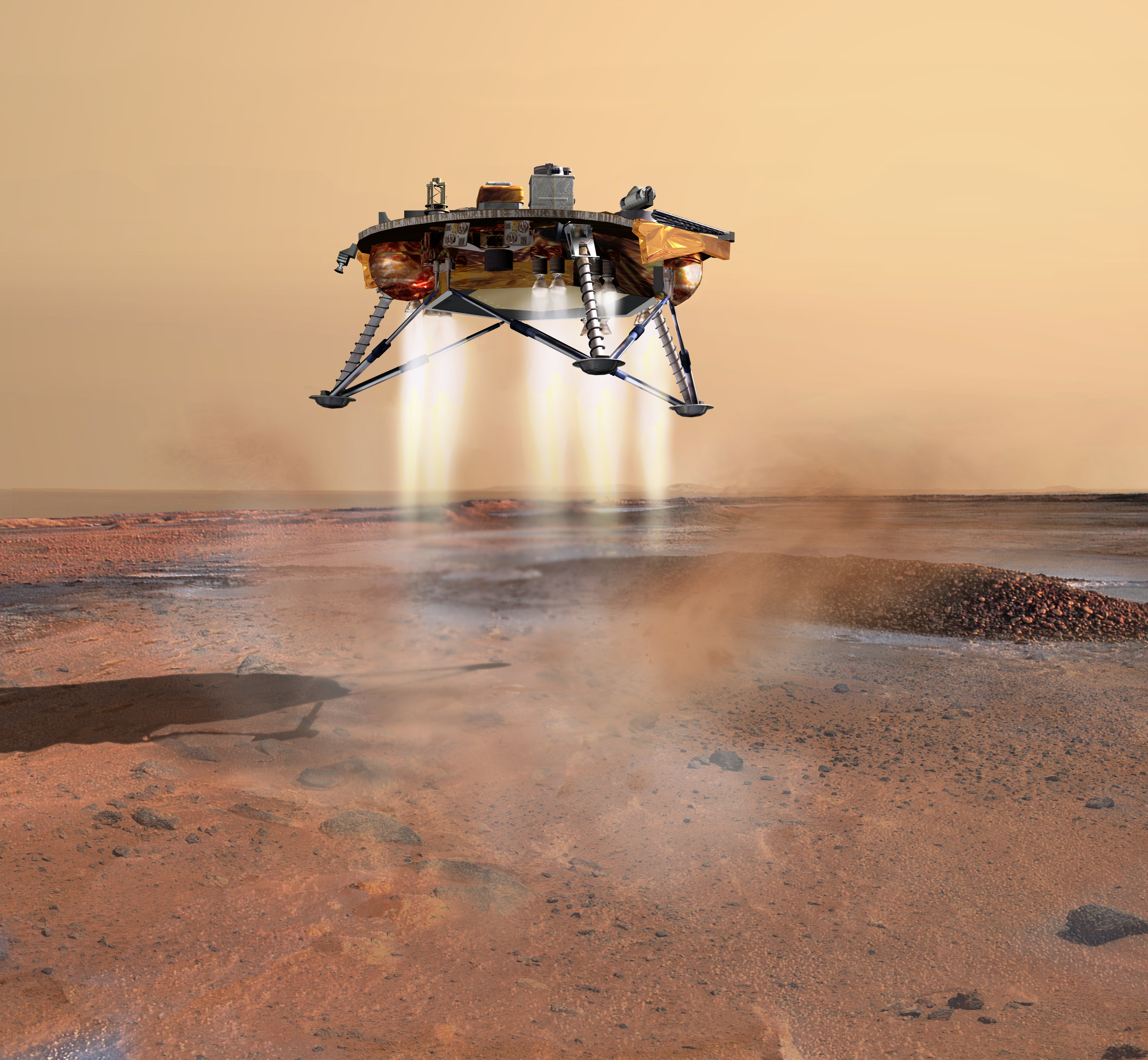
رسم تخيلي للمسبار فينيكس لحظة هبوطه بالمريخ

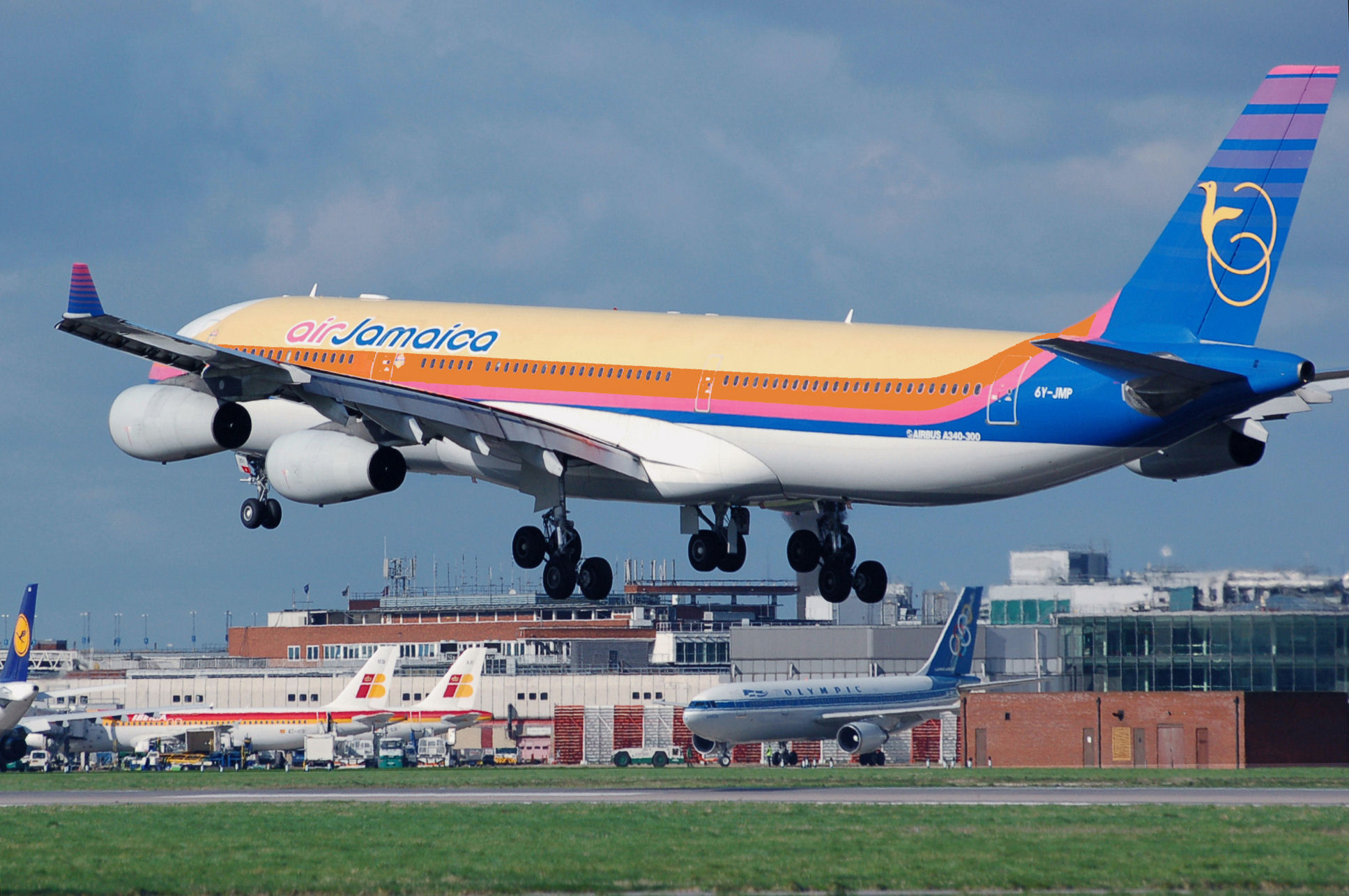
طائرة الجامايكية من نوع A340-330 لحظة هبوطها بمطار هيثرو

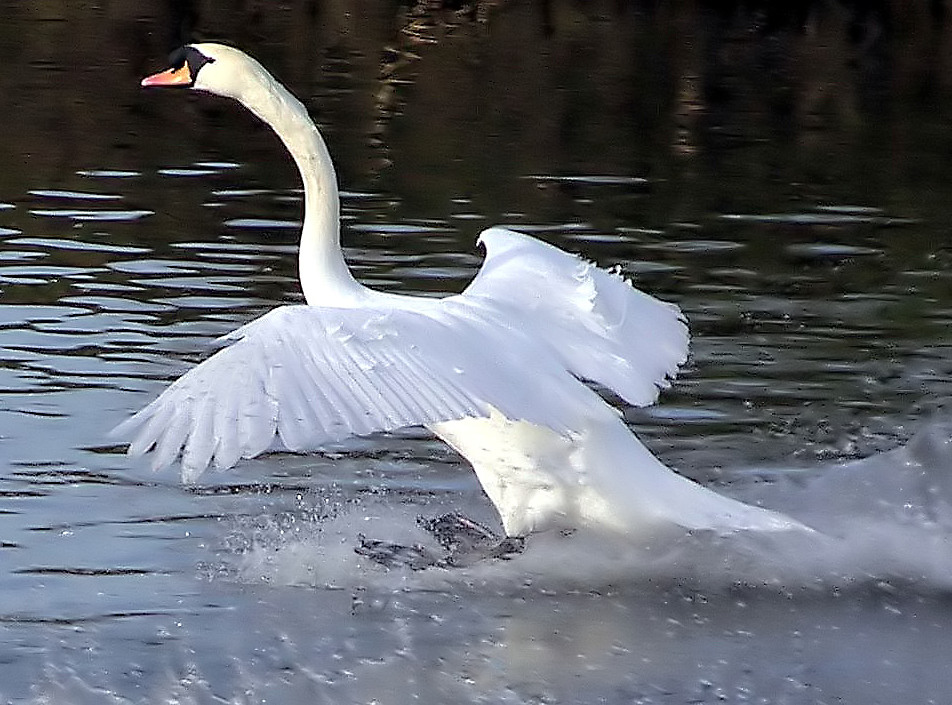
إوز صامت نازل إلى الماء. يلاحظ عند نفش الريش بأعلى الجناح فإنها ترمز إلى الوقوع لتخفيف السرعة.تمدد وتفلطح الريش يعمل كمزود للرفع وهو نفس عمل السدفات والقلابات للطائرة.

الهبوط هو آخر مرحلة في الطيران، فهي بعد انتهاء كلا من الحيوان، أو الطائرة أو حتى المركبة الفضائية من الطيران وعودتها إلى الأرض أو الماء، وكلمة هبوط مرادفة لكلمة نزول أيضا. فعملية طيران الطائرة تمر بعدة مراحل للطيران وهي التدرّج (Taxiing) والإقلاع (Takeoff) والتسلق (Climb) وسرعة العبور والانحدار (Descent) ثم الهبوط. فالمقال هنا يشرح الجزء الأخير من الطيران سواء الطائرة أو الطيور أو هبوط الصاروخ ولمسه للأرض بعد الانحدار.
خلال الطيران، تكون القوى الرئيسة التي تتحكم بالجسم الطائر هي: الرفع والدفع والجاذبية بالإضافة إلى المقاومة. فعملية الطيران تتم عن طريق توليد ما يكفي من قوة الرفع ليوازن قوة الجاذبية للبقاء في الهواء. وعند الهبوط، فإن السرعة الجوية ومعدل الانحدار يقلان إلى حيث يريد الجسم الطائر الانحدار، فيقل معدل الانحدار بدرجة كافية لكي يسمح بلمس الأرض أو هبوط ناعم.
كل حالة طيران لتلك الأجسام يكون توليد قوة الرفع بطريقة مختلفة عن الأخرى. فالطائرات والطيور والحشرات جميعها تستخدم الأجنحة. الطيور تولد الرفع والدفع عن طريق تصفيق الأجنحة، الطائرات تولد الدفع عن طريق المحركات، والهواء الذي يمر خلال الأجنحة يولد الرفع. المروحية تستخدم أجنحة دوارة لتوليد الرفع وتغير من زاوية الدوار لتوليد الدفع. الصواريخ أو محركات النفث العمودي تحتاج بشكل عام إلى طائرات متخصصة لتوليد الرفع. البالونات الهوائية تستخدم غاز أخف من الهواء لتوليد الطفو أو الرفع.
ويمكن استخدام مصطلح الهبوط على الأشخاص أو الأجسام التي تنحدر إلى الأرض باستخدام المظلات. فتلك الحالات ينظر على أنها انحدار متحكم بدلا من طيران فعلي. فعمل المظلة هو امساك الهواء المستحث لتوليد السحب أو المقاومة، فيجعل عملية الهبوط ولمس الأرض تكون بسرعة منخفضة والأشخاص الذين يهبطون بالمظلات يسمون المظليين. وهناك أشكال كثيرة من الهبوط في الحياة الطبيعية الشبيهة بالبراشوت ومنها بذور نبات الهندباء.
أحيانا، يكتمل الهبوط الآمن باستخدام متضامن لكل من الرفع والدفع والأنظمة المثبطة (dampening systems).
فالهبوط بالمسبار أبولو استخدم الصاروخ وعجلات الهبوط وأرجل رواد الفضاء للهبوط على القمر. بعض الصواريخ السوفيتية ومن ضمنها سويوز تستخدم المظلات ووسادة هوائية لتثبيط النزول السريع على الأرض.
فعند هبوط الطائرة على مدرج الهبوط في المطار أو مهبط المروحيات والتي تكون عادة مشيدة من الخرسانة أو خرسانة اسفلتية أو الحصى أو العشب. وتكون الطائرات المائية مجهزة بطوافات حتى تتمكن من الهبوط على الماء وأحيانا على الأرض. وتنزلق أخرى على الثلج أو الجليد بزلاجات تكون مثبتة بها.
يتم الهبوط عند الطائرات بتخفيض السرعة والانحدار باتجاه المدرج. ويتم تقليل تلك السرعة عن طريق تقليل الدفع و/أو إنتاج كمية أكبر من السحب عن طريق القلابات أو عجلات الهبوط أو الكوابح الهوائية. فعند وصول الطائرة إلى الأرض، فإن الطيار بالتأكيد سيشغل نظام التمدد (Flare) وهو رفع مقدمة الطائرة لجعل الهبوط سلس.
يبدأ تنفيذ نظام التمدد بتحريك الأجنحة لكي يقلل بشكل ملحوظ من معدل الانحدار (rate of descent) مع رفع مقدمة الطائرة (Nose up). وتبقى الطائرة على تلك الوضعية حتى تبدأ عجلات الهبوط بملامسة الأرض، أما أسطح التحكم فهي إما تبقى ثابتة حتى آخر عجلة للطائرة تلمس الأرض أو تعدل بسلاسة للتأكد من أن العجلات الأمامية أو عجلات الذيل تلامس المدرج بخفة.
في حالة الطائرات الصغيرة وبوجود رياح معاكسة، فإنها ستهبط هبوطا جيدا عندما تلمس الأرض وتكون سرعتها وصلت لنقطة عدم وجود سرعة جوية كافية لتبقيها محلقة وهي سرعة الانهيار، فيبدأ إنذار الانهيار بالسماع ولكنها تكون لامست المدرج بتلك اللحظة. وبهذه الحالة يكون الهبوط بأفضل حالات السلاسة بالنسبة للركاب والطاقم.
طيارو فئة طائرات النقل الضخمة يهبطون بها عن طريق الحواسيب الموجودة بالطائرة. وتكون السرعة ووضعية الطائرة معدلة للهبوط بحيث أن معدل انحدار ثابت وأن لا تصل سرعة الطائرة إلى سرعة الانهيار. يبدأ العمل بالتمدد قبل الهبوط بقليل ويكون معدل الانحدار منخفض بشكل كبير حتى يجعل لمس الأرض خفيفا بأقل مايمكن. خلال لمس الأرض فإن المثبطات (Spoilers) تفتح وتنتشر لكل تقلل من قوة الرفع وجعل ثقل الطائرة يكون على العجلات حيث أنها في حالة فرملة. ويستخدم نظام عاكس الدفع عند العديد من الطائرات النفاثة لتقليل السرعة بعد لمس الأرض مباشرة، وذلك بعكس خروج عادم المحرك إلى الأمام بدلا من الخلف. وتوجد تلك الخاصية عند بعض الطائرات ذات المراوح، بحيث تتغير ريش المحرك المروحي بشكل يجعل الهواء يندفع إلى الأمام بدلا من الخلف.
العوامل التي تجعل الطيار يستخدم الهبوط المنحرف أو المنزلق مثل الريح المتقاطعة (Cross Wind) تجبر الطيار على الهبوط بشكل أسرع قليلا وأحيانا بوضع متغير لحفاظ على نظام السلامة للطائرة. وهناك عوامل أخرى تؤئر بشكل أو بآخر على الهبوط مثل: حجم الطائرة، الريح، الوزن، طول المدرج، وجود عوائق طبيعية، تأثير الأرض عند الاقتراب منها، الطقس، ارتفاع المدرج، درجة حرارة الجو، الضغط الجوي، المراقبة الجوية، الرؤية، أجهزة الملاحة، الحالة، وغيرها كثير من العومل..
الهبوط يختلف من طائرة إلى أخرى. فمثلا: هبوط طائرة سي-130 هيركوليز ذات أربع محركات توربينية وتكون تحت النار ومنطقة نزاع مسلح وبأرضية من العشب يتطلب مهارات واحتياطات تختلف عما هي موجودة في طائرة سيسنا عند هبوطها بمدرج مبلط وبمنطقة لاتخضع لمراقبة جوية، وتختلف عن هبوط الطائرة المدنية A380 بمعظم المطارات وبدعم من المراقبة الجوية.
يتطلب الهبوط بالطائرة مهارات متجددة، لذلك فالطيارون يخضعون لدورات تدريبية متكررة لتطوير مهاراتهم والقدرة على الهبوط بالطائرات تحت حالات مختلفة. كل على حسب الطائرة التي يطير بها.